# 墨子閒詁
《墨子閒诂》，凡十四卷，孙诒让（1848年—1908年）著，乃集清代《墨子》校勘大成之作。
《墨子》一书在中国长期备受冷落，乾隆年間汪中为墨子说了几句公道话，即被斥為“名教之罪人”。《墨子》书中保留有大量科学知识，如：力学、几何、光学，到了清朝中叶，迫于时局艱難，才开始有大量的学者考据。孙诒让写《墨子閒诂》把《墨子》校注推向高峰，在这之前，《墨子》长期以来“传诵既少，注释亦稀，乐台旧本，久绝流传，阙文错简，无可校正，古言古字更不可晓”。他吸收王念孙、王引之、洪颐煊、戴望、俞樾、黄绍箕、杨葆彝等人的研究成果，集众家之大成。
孙诒让甚至还参考西学。例如《经上第四十》：“仳，有以相撄，有不相撄也”便引用《几何原本》的“所云两线于同面行至无穷，不相离亦不相远而不得相遇为平行线”原理。又如《经上第四十》：“无久之不止，有久之不止。”一句，孙引牛顿之言，“二语似即力学永静永动之理，而与奈端（牛顿）静者不自动、动者不自止之例亦复冥契。”作者认为墨子不仅论述了“辩”、“名” 的涵义以及方法和作用，同时还提出了“明故”“知类”说。黄绍箕称《墨子閒诂》：“先生此书，援声类以订误读，采文例以移错简，推篆籀隶楷之迁变，以刊正讹文，发故书雅记之晻昧，以疏证轶事。”俞樾叹此“自〈墨子〉以来，未有”之书。
此书校正形讹之字多达六百四十余处，《墨子閒诂·叙》中说：“间者，发其疑忤；诂者，正其训释”。梁启超在《中国近三百年学术史》中，高度评价孙诒让的成果。他说：孙诒让“覃思十年”，“集诸家说，断以己所兴，得成《墨子閒诂》十四卷，复辑《墨子篇目考》、《墨子佚文》、《墨子旧叙》，合为附录一卷；复撰《墨子传略》、《墨子年表》、《墨子传授考》、《墨子绪闻》、《墨学通论》、《墨家诸子钩沉》，各一篇，合为《墨子后语》二卷。俞荫甫序之，谓其‘自有《墨子》以来，未有此书。诚哉然也！……盖自此书出，然后《墨子》人人可读。现代墨学复活，全由此书导之。’”缺點是當時孙诒让所見版本較少，重點還以是畢沅校版為主，輔於「吳匏奄殘抄本」、「道藏本」、「堂策檻本」等（後二書還不是原書，僅取顧廣圻等人的校記），承襲了畢校版的錯誤，甚至是刻錯之字。吴毓江撰《墨子校注》更正了《墨子閒诂》的一些错误。